# 우라와역
우라와역(일본어: 浦和駅, うらわえき)은 일본 사이타마현 사이타마시 우라와구에 있는 철도역이다.

## 승강장
| 1 | 게이힌 도호쿠 선           | 아카바네・닛포리・우에노・도쿄・요코하마・오후나 방면                         |
| 2 | 게이힌 도호쿠 선           | 오미먀 방면                                                                   |
| 3 | 우쓰노미야 선・다카사키 선 | 아카바네・우에노・도쿄・시나가와・요코하마 방면 (우에노도쿄라인・도카이도 선) |
| 4 | 우쓰노미야 선              | 오미먀・오야마・우쓰노미야・구로이소 방면                                     |
| 4 | ■ 다카사키 선              | 오미먀・구마가야・다카사키・마에바시 방면                                     |
| 5 | 쇼난 신주쿠 라인           | 아카바네・이케부쿠로・신주쿠・요코하마 방면                                   |
| 6 | 쇼난 신주쿠 라인           | 오오미야・타카사키・우쓰노미야 방면 (사이타마신토신역 통과)                   |

쇼난신주쿠라인 열차는 오미야 역과 이케부쿠로역을 잇는 화물선을 지나가기 때문에 정차하지 않았으나 2013년 3월 16일 JR동일본이 시각표를 개정하면서 신주쿠, 요코하마 방면을 이용하는 승객들에게 환승의 불편함을 덜어주고자하는 목적으로 정차하게 되었으며 그와 동시에 쇼난신주쿠라인의 하루 편수도 늘어났다.

## 역세권 정보
- 사이타마 현청(縣廳)
- 사이타마 시청
- 우라와 구청
- 사이타마 지방 재판소
- 국도 17호선(나카센도)
- 국도 463호선(옛날 나카센도)

## 역사
- 1883년 7월 28일: 영업 개시.
- 2013년 3월 16일: 쇼난 신주쿠 라인 전용 승강장 개업

## 같이 보기
'우라와'라는 이름이 붙은 역(사이타마 시 소재)
- 기타우라와역
- 나카우라와역
- 니시우라와역
- 무사시우라와역
- 미나미우라와역
- 우라와미소노 역
- 히가시우라와역

## 인접역
| 동일본 여객철도 도호쿠 본선 | 동일본 여객철도 도호쿠 본선                                          | 동일본 여객철도 도호쿠 본선                   |
| --------------------------- | -------------------------------------------------------------------- | --------------------------------------------- |
| JU 04 아카바네 우에노 방면  | 우쓰노미야 선 · 다카사키 선 쾌속 라빗토 호 · 쾌속 아반 호 · 통근쾌속 | JU 07 오미야 구로이소 · 다카사키 방면         |
| JU 04 아카바네 우에노 방면  | 우쓰노미야 선 · 다카사키 선 보통                                     | JU 06 사이타마신토신 구로이소 · 다카사키 방면 |
| JK 22 아카바네 즈시 방면    | 쇼난 신주쿠 라인 쾌속 · 보통                                         | JK 24 오미야 우쓰노미야 · 다카사키 방면       |
| 기타우라와 오미야 방면      | 게이힌 도호쿠 선                                                     | 미나미우라와 오후나 방면                      |